# Frédia Gibbs
Pour les articles homonymes, voir Gibbs.
Frédia Gibbs  est une boxeuse américaine née le 8 juillet 1963 à Chester en Pennsylvanie. 

## Carrière sportive
Surnommée la femme la plus dangereuse du monde après son combat contre Valerie Heninen en 1994, elle  est également une ancienne pratiquante de Muay-thaï et a participé à trois compétitions de kick-boxing en coupe du monde.
Boxeuse professionnelle entre 1997 à 2003, elle a notamment fait match nul lors d'un combat pour la ceinture WIBA des poids super-légers en 2001.
Frédia  a publié son premier livre sur sa vie : “The Fredia Gibbs Story” en 2016.